# Нюрдор-Котья
Нюрдо́р-Ко́тья (рос. Нюрдор-Котья) — село (в минулому селище) в Вавозькому районі Удмуртії, Росія. Утворювало сільське поселення Нюрдор-Котьїнське як єдиний населений пункт у його складі. Поселення розформоване 9 травня 2021 року законом Удмуртської Республіки за 26 квітня 2021 року № 30-РЗ через переформування муніципального району на муніципальний округ.

## Населення
Населення — 1052 особи (2010; 1149 в 2002).
Національний склад (2002):
- росіяни — 58 %
- удмурти — 40 %

## Господарство
В селі діють середня школа, дитячий садочок «Сонечко», лікарська амбулаторія, сільський будинок культури, бібліотека, філіал Увинського професійного коледжу, філіал Вавозької дитячої школи мистецтв. Серед підприємств працює торфопідприємство «Нюрдор-Котья» ВАТ «Удмуртторф». В радянські часи через село проходила вузькоколійна залізниця Какмож — Южно-Какмозький, платформа називалась Центральна.
Урбаноніми:
- вулиці — Жданова, Жовтнева, Лісова, Південна, Промислова, Радченка, Радянська, Тельмана, Чапаєва, Шкільна